# Кирил Стремоусов
Кирил Сергејевич Стремоусов (рус. Кирилл Сергеевич Стремоусов; укр. Кирило Сергійович Стремоусов; Голмивскиј, 26. децембар 1976 — Гењическ, 9. новембар 2022) био је украјински проруски сепаратистички политичар и блогер. Од 26. априла 2022. до своје смрти 9. новембра 2022. године обављао је функцију заменика начелника Херсонске војно-грађанске администрације, руске војне окупационе зоне на територији Херсонске области у Украјини. Био је на потерници украјинске полиције због издаје.

## Биографија
Стремоусов је рођен у Голмивскију, Доњецка област, Украјинска ССР, СССР. Дипломирао је на Тернопољској академији народне привреде. Пет година је био власник компаније која се бавила храном за рибе. Стремоусов је касније постао начелник Гењическог инспектората за рибу. Године 2007. добио је водећу позицију у Кијевском комитету за рибарство. Убрзо је дао оставку и отишао у Херсон.
По доласку у Херсон, Стремоусов је основао невладину организацију Tavria News и отишао на путовање у Америку. По повратку из Америке водио је семинаре о мистичном приступу здравом начину живота и постао следбеник постсовјетске неопаганске и неостаљинистичке теорије завере Концепција социјалне сигурности (рус. Концепция общественной безопасности). Стремоусов је 2013. године био један од организатора „Руских трка“, који су Херсону требало да покажу „снагу руског духа“. У децембру 2013. основао је организацију „За председника“, која је пружила експлицитну подршку председнику Виктору Јануковичу.
У јануару 2016. суосновао је Украјински центар за еколошку самоодбрану. У фебруару 2017. претукао је полицајца током туче у градском већу. У округу Гењическ 6. априла учествовао је у нападу на конвој СБУ.
Осмог октобра 2018. именован је за шефа херсонског огранка Социјалистичке партије Украјине.
Дана 18. јануара 2019. био је део групе која је пуцала на седиште новина Нови Ден у Херсону. Због тога је осумњичен за хулиганство.
У јануару 2019. искључен је из Социјалистичке партије Украјине На украјинским парламентарним изборима 2019. био је кандидат за народног посланика Украјине као самопредложени кандидат у 82. изборној јединици, са 1,74% гласова.
Током пандемије ковида 19, Стремоусов је почео да промовише веровања против вакцинације и теорије завере. У својим видео снимцима оптужио је власти за ширење пандемије, говорио о „америчким биолабораторијама у Украјини“ и позвао становнике да не носе маске и да се не придржавају ограничења.
Он је 18. јуна 2020. напао новинара Дмитра Багњенка и био умешан у кривични поступак по члану о ометању рада новинара. У августу 2020, СБУ је извршила претрес имовине Стремоусова у оквиру кривичног поступка за разоткривање руског ФСБ-а.
На локалним изборима 2020. године неуспешно се кандидовао за градоначелника Херсона као самоименовани кандидат.
Постао је члан проруске странке Держава 2021.

### Инвазија Русије на Украјину
Након руске инвазије на Украјину 2022. и окупације Херсонске области, Стремоусов је заузео проруску позицију. Дана 16. марта 2022, Стремоусов и други локални проруски активисти одржали су састанак проруског Комитета спаса за мир и ред у згради обласне администрације Херсона. Украјинска влада је 17. марта 2022. оптужила Стремоусова за издају због његове улоге на овом састанку и покренула кривични поступак против њега.
Кремљ је 26. априла 2022. именовао Стремоусова за заменика председника (гувернера) Херсонске војно-грађанске администрације. Као назнака намераваног одвајања од Украјине, Стремоусов је 28. априла најавио да ће од маја регион пребацити своју валуту на руску рубљу. Поред тога, позивајући се на неименоване извештаје у којима се наводи дискриминација говорника руског, Стремоусов је рекао да „реинтеграција Херсонске области назад у нацистичку Украјину не долази у обзир“. Кирил Стремоусов је 11. маја 2022. најавио спремност да се обрати председнику Владимиру Путину са захтевом да се Херсонска област придружи Руској Федерацији, уз напомену да неће бити стварања „Херсонске Народне Републике“ нити референдума по овом питању. Након ове објаве, по Херсону су почели да се појављују леци у којима се нуди награда од 500.000 гривни за убиство Стремоусова.
Он је 30. маја говорио о извозу жита из Херсона у Русију: „Имамо простора за складиштење (нови усев) иако овде имамо доста жита. Људи га сада делимично износе, договоривши се са онима који га купују са руске стране“. Стремоусов је такође радио на продаји семена сунцокрета.
Европска унија је 3. јуна 2022. санкционисала Стремоусова због пружања подршке и промовисања политика које подривају територијални интегритет, суверенитет и независност Украјине.
Анализа видео снимка који је направио Стремоусов током украјинског контранапада на Херсон који је почео 29. августа 2022. показује оријентире у позадини који идентификују локацију као хотел Мериот на авенији Револуције 38, Вороњеж, град у југозападној Русији 890 км од Херсона. Ово се тумачи као последица његовог бекства. На питање о његовој локацији, Стремоусов је рекао да „путује по руским градовима, упознаје различите људе на послу“.
Усред текуће украјинске контраофанзиве у Херсонској области, Стремоусов је 6. октобра изразио незадовољство „неспособним командантима“ и окривио руског министра одбране да је „допустио да се ова ситуација деси“, додајући да многи сугеришу да министар (тј. Сергеј Шојгу) као официр могао да се убије.

## Смрт
Погинуо је у саобраћајној несрећи у близини Гењическа 9. новембра 2022. године, само пар сати пре него што је објављено повлачење руских снага из Херсона. Председник Владимир Путин га је постхумно одликовао Орденом храбрости. Сахрањен је 11. новембра у Симферопољу.